# Setvena tibialis
Setvena tibialis är en bäcksländeart som först beskrevs av Banks 1914.  Setvena tibialis ingår i släktet Setvena och familjen rovbäcksländor. Inga underarter finns listade i Catalogue of Life.